# Nona Millea
Nona Millea (numele la naștere Nona Vulpescu; n. 26 iunie 1933, Valea Mare-Podgoria, Jud. Argeș - d. 14 ianuarie 2023, București) a fost o ingineră electronist, absolventă a primei promoții de ingineri ai Facultății de Electronică a Institutului Politehnic București (1956), realizator al primului aparat de radio românesc cu modulație în frecvență (FM).

## Biografie
În 1951 este admisă la Facultatea de Electrotehnică a Institutul Politehnic "Gheorghe Gheorghiu-Dej" București. În 1953, facultatea se scindează și apare Facultatea de Electronică. Nona Millea va absolvi Facultatea de Electronică în 1956, făcând parte din prima promoție de ingineri electroniști ai acestei facultăți.
După absolvire, alege să lucreze la Fabrica Radio Popular, singura fabrică cu profil electronic la acea vreme, devenită mai târziu Uzina Electronica. Inițial este maistru la Secția de semifabricate, apoi la banda de radioreceptoare, iar după circa doi ani ajunge la  sectorul proiectări (1958).
Printre primele teme primite l-a reprezentat documentarea și elaborarea caietului de sarcini pentru proiectarea primului radioreceptor românesc staționar cu tuburi electronice de clasă superioară, cu reglaje pentru tonuri înalte și joase, echipat și cu bloc de unde ultra scurte (UUS) pentru recepția emisiunilor cu modulație de frecvență (MF). Era pentru prima dată când urma să se construiască în România un radioreceptor de asemenea complexitate, fără a se apela la licență sau know-how străin. Directorul întreprinderii în acei ani era Dumitru Felician Lăzăroiu. Proiectul a fost verificat de profesorul Cartianu care preda cursul de specialitate, construise primul receptor cu MF și scrisese prima carte despre MF. Receptorul „S 602 A Enescu“ a fost produs la Fabrica Radio Popular, devenită mai târziu Uzina Electronica.
În perioada 1961-1969 lucrează la Institutul de Cercetări Electrotehnice (ICET), la Secția Calitate. Aici organizează primul laborator din țară de Siguranță în funcționare (fiabilitate) a produselor electronice, devenind șeful acestuia.
În 1968 devine membru activ în Comisiile economice CAER.
A obținut titlul de doctor și a fost delegat permanent la CEE, UNESCO și CAER.

## Lucrări publicate
Lucrarea sa de suflet o reprezintă seria de volume Electronica românească. O istorie trăită scoasă de Editura AGIR:
- vol.1 - 2011, ISBN 978-973-720-358-8, alături de Dumitru Felician Lăzăroiu;
- vol.2 - 2013, ISBN 978-973-720-466-0;
- vol.3, Tehnica de calcul - 2013, ISBN 978-973-720-467-7, Ion Miu & colectiv;
- vol.4, Telecomunicații. Electronică aplicată - 2018, ISBN 978-973-720-705-0;
- vol.5 - Componente electronice, Partea I - 2021, ISBN 978-973-720-856-9;
- vol.5 - Componente electronice, Partea II - Domenii conexe - 2021, ISBN 978-973-720-856-9.

O versiune comprimată și revizuită a apărut la Editura Academiei:
- Un secol de electronica în România - 2021, ISBN 978-973-27-3378-3.

## Articole
- Trei sferturi de veac de cercetare științifică românească (1938–2015), NOEMA, Vol. XVI, 2017, pp., yo3ccc, Interviuri Nini Vasilescu
- Istoria primului radioreceptor cu bandă FM - Enescu Arhivat în 11 mai 2021, la Wayback Machine., Simpozionul "60 de ani de la fabricarea primului radioreceptor la întreprinderea Radio Popular (1949-2009)", 9 aprilie 2009, Muzeul Național Tehnic "Prof. ing. Dimitrie Leonida"
- Activitatea prof.dr.ing. Dumitru Felician Lăzăroiu la Uzinele Electronica Arhivat în 27 martie 2016, la Wayback Machine., 12 februarie 2016, întâlnire omagială în cinstea domnului prof. univ. dr. ing. Dumitru Felician LĂZĂROIU membru de onoare al ASTR, cu ocazia sărbătoririi celei de a 90-a aniversări a zilei sale de naștere, organizată de Academia de Științe Tehnice din România (ASTR) secția Electrotehnică-Energetică, împreună cu Comitetul Electrotehnic Român (CER) și Institutul Național de Cercetare Dezvoltare pentru Inginerie Electrică (ICPE-CA).
- Primul Catalog de produse electrotehnice din perioada comunistă, Revista de Istorie a Electrotehnicii Românești, Vol. 3, Februarie 2016, Nr. 1, pp.54-72